# تشارلي مارس
تشارلي مارس (بالإنجليزية: Charlie Mars)‏ هو مغن مؤلف وعازف قيثارة وموسيقي أمريكي، ولد في 1974 في لاوريل في الولايات المتحدة.

## وصلات خارجية
- تشارلي مارس على موقع ميوزك برينز (الإنجليزية)
- تشارلي مارس على موقع أول ميوزيك (الإنجليزية)
- تشارلي مارس على موقع ديسكوغز (الإنجليزية)